# Idalou (Teksas)
Idalou je grad u američkoj saveznoj državi Teksas. Prema popisu stanovništva iz 2010. u njemu je živjelo 2.250 stanovnika.